# ابوالقاسم اسماعیل‌پور
ابوالقاسم اسماعیل‌پور مطلق نویسنده و اسطوره‌شناس، استاد دانشگاه شهید بهشتی در رشتهٔ فرهنگ و زبان‌های باستانی است. او همچنین از سال ۲۰۰۴ تا ۲۰۰۶، استاد دانشگاه مطالعات بین‌المللی شانگهای و از سال ۲۰۱۳ تا ۲۰۱۵ استاد دانشگاه دولتی مسکو بوده‌است. اکنون در گروه زبانشناسی و زبان های باستانی دانشکده ادبیات و علوم انسانی فعال است و در زمینه ایرانشناسی و اسطوره‌های ایرانی پژوهش می‌کند.

## زندگی
ابوالقاسم اسماعیل‌پور مطلق در ۱۶ شهریور ماه سال ۱۳۳۳ در شهر بابل به دنیا آمد و دیپلم متوسطه‌اش را در همین شهر گرفت. در سال ۱۳۵۱ به تهران کوچ کرد و در ۱۳۵۶ از دانشگاه تهران در رشتهٔ زبان و ادبیات انگلیسی لیسانس گرفت و در سال ۱۳۷۰ موفق به اخذ درجهٔ دکترای فرهنگ و زبان‌های باستانی از دانشگاه تهران شد. استادان شاخص او مهرداد بهار، احمد تفضلی، ژاله آموزگار، بدرالزمان قریب، محسن ابوالقاسمی، و در دوره لیسانس بهرام مقدادی، محمدعلی اسلامی ندوشن، عبدالحسین زرین کوب و محمدرضا شفیعی کدکنی، پرفسور کلاتز و ژولیت میثمی بودند.

## فعالیت‌های حرفه‌ای
- رئیس مرکز آموزش زبان فارسی به غیر فارسی زبانان (آزفا)، دانشگاه شهید بهشتی ۱۳۹۶–۱۳۹۸.
- معاون پژوهشی دانشکده ادبیات و علوم انسانی دانشگاه شهید بهشتی تهران از ۱۳۹۴تا ۱۳۹۶.
- مدیر گروه زبانشناسی دانشگاه شهید بهشتی تهران از ۱۳۸۵ تا ۱۳۹۲.
- استاد مدعو در دانشگاه مطالعات بین‌المللی شانگهای (۲۰۰۴–۲۰۰۶)
- رئیس مرکز ایران‌شناسی انستیتو مطالعات خاورمیانه شانگهای (۲۰۰۴ تا ۲۰۰۶)
- رئیس پژوهشکدهٔ زبانشناسی، کتیبه‌ها و متون پژوهشگاه میراث فرهنگی (۱۳۸۶–۱۳۸۸)
- عضو انجمن انسانشناسان ایران
- عضو هیئت تحریریه مجله انسان‌شناسی ایران دانشگاه تهران
- عضو هیئت تحریریه مجله نقد زبانهای خارجی دانشگاه شهید بهشتی
- عضو هیئت تحریریه مجله ادیان و عرفان دانشگاه تهران
- عضو انجمن ایران‌شناسی اروپا (SIE)
- عضو انجمن بین‌المللی مطالعات مانوی (IAMS);[۴]

استاد مدعو در دانشگاه دولتی مسکو بخش ایرانشناسی از ۲۰۱۳ تا ۲۰۱۵.
سردبیر مجله بین‌المللی مطالعات میراث ایرانی، (Iranian Heritage Studies) از ۱۳۹۸.

## آثار
- اسطوره آفرینش در کیش مانی، ویراست سوم، چاپ ششم، (چاپ اول نشر چشمه)، ۱۳۹۶.
- اسطوره، بیان نمادین، انتشارات سروش، چاپ هفتم، تهران: ۱۳۹۹.
- ادبیات مانوی (با همکاری مهرداد بهار)، تهران: نشر کارنامه، ۱۳۹۴.(برنده نشان دهخدا به عنوان برترین اثر پژوهشی اعضای هیئت علمی دانشگاه‌های ایران در سال ۱۳۹۵).
- سرودهای روشنایی (جستاری در شعر ایران باستان و میانه و سرودهای مانوی)، چاپ دوم، نشر هیرمند، ۱۳۹۶.
- چشمه‌های بیدار: (جستارهای ایرانشناسی)، تهران: نشر هیرمند، چاپ دوم ۱۳۹۹.
- ترانه‌های مازندرانی، نشر رسانش تهران ۱۳۹۶.
- اسطوره، ادبیات و هنر، تهران: نشر چشمه، چاپ دوم ۱۳۹۹.
- Manichaean Gnosis and Creation Myth, Pennsylvania university, 2005
- A Handbook of Persian Literature, Ostoore Publisher, 2009
- هر دانه شن (مجموعه اشعار)، اسطوره، تهران: ۱۳۸۷.
- تا کنار درخت گیلاس (مجموعه اشعار)، اسطوره، تهران: ۱۳۸۸، چاپ دوم ۱۳۹۶.
- پشت رودخانه روز (مجموعه اشعار)، تهران: اسطوره، ۱۳۹۶.
- بر بال پروانه‌ها (برگزیده اشعار)، تهران: نشر علم.

## ترجمه‌ها
- هنر مانوی، هانس یواخیم کلیم کایت، نشر اسطوره، ۱۳۸۴، چ سوم، هیرمند ۱۳۹۶.
- زبور مانوی، س.ر.س. آلبری، تهران: انتشارات اسطوره۱۳۸۷،
- ادبیات گنوسی، گروه مؤلفان، چاپ دوم، نشر هیرمند، ۱۳۹۵. (برنده جایزه کتاب سال)
- اسطوره و آیین، گروه مؤلفان، نشر اسطوره ۱۳۸۸
- دانشنامه اساطیر جهان، گروه مؤلفان زیر نظر رکس وارنر، تهران: هیرمند، چاپ پنجم۱۳۸۶. (برنده کتاب سال)
- مجموعه ۸ جلدی اشعار جهان، نشر اسطوره ۱۳۸۴–۱۳۸۵
- اساطیر جهان، گروه مؤلفان زیر نظر ویلیام داتی، تهران: نشر چشمه، ۱۳۹۲.
- ضمیر پنهان، یونگ، چ ۱۶، نشر قطره، ۱۳۹۶.
- رؤیاها، یونگ، چ ۱۲، نشر قطره، ۱۳۹۵.
- جهان اسطوره‌ها، مؤلفان: رابرت گریوز و دیگران، تهران : انتشارات جامی، ۱۳۹۵.
- اسطوره به روایت تصویر، تهران: پیکره، ۱۳۹۵.
- اسطوره‌ها و افسانه‌های سرخپوستان آمریکا، تهران: چشمه، ۱۳۷۸، چ ۵، ۱۳۹۶..
- انسان و اسطوره، پی یر گریوز و دیگران، تهران: هیرمند، ۱۳۹۶.
- اسطوره‌ها و افسانه‌های شرق، تهران، نشر چشمه ۱۳۹۹.
- تاریخ مقدس، تهران، جامی، ۱۳۹۹.

## برگزیدهٔ مقالات
- «میتره در باستانشناسی ایران»، مجله باستان‌شناسی و تاریخ، س ۲، ش ۷۲، بهار/تابستان ۱۳۶۷.
- «زبور مانوی: گفتاری در شعر ایران باستان»، زنده رود: فصل نامه فرهنگ، ادب و تاریخ، ش ۲و۳و زمستان۱۳۷۱-بهار ۱۳۷۲.
- "میتره در اوستاً، مجله باستان‌شناسی و تاریخ، س ۹، ش ۱، آبان ۱۳۷۴.
- «ویژگی‌های کلی شعر ایرانی در دوره میانه»، ایران شناخت: نامه انجمن ایران شناسان کشورهای مشترک‌المنافع و قفقاز، ش ۷، زمستان ۱۳۷۶.
- «مهرنامگ، سرودنامه‌ای مانوی» یاد بهار: یادنامه دکتر مهرداد بهار، تهران: انتشارات آگاه، زمستان ۱۳۷۶.
- «بررسی تطبیقی ترانه‌های امیر پازواری و اشعار هجایی پهلوی اشکانی و فارسی میانه»، ایران شناخت، ش ۹، تابستان ۱۳۷۷. تجدید چاپ با عنوان «ترانه‌های طبری امیر پازواری و اشعار هجایی ایرانی» در پژوهش نامه دانشکده ادبیات و علوم انسانی دانشگاه شهید بهشتی، ش ۳۲، زمستان ۱۳۸۰.
- «بازسازی ارژنگ مانی»، مجله باستان‌شناسی و تاریخ، ش۱و۲، پاییز و زمستان ۱۳۷۶، بهار و تابستان ۱۳۷۷.
- «بررسی تطبیقی دیباچه مثنوی معنوی و اشعار گنوسی»، مجله دانشکده ادبیات و علوم انسانی دانشگاه فردوسی مشهد، س۳۵، ش۱و۲، ش.م. ۱۳۶–۱۳۷، ۱۳۸۱.
- «بررسی شعر پارتی و فارسی میانه»، پژوهشنامه علوم انسانی و اجتماعی دانشگاه مازندران، س۱، ش۲، پاییز ۱۳۸۰.
- «بررسی اوزان اشعار ودایی- سنسکریت و اشعار ایرانی»، تک درخت: جشن نامه محمدعلی اسلامی ندوشن، تهران: انتشارات آثار / یزدان، بهار ۱۳۸۰.
- «بازتاب فرهنگی کیش مانوی»، پژوهش نامه دانشکده ادبیات و علوم انسانی دانشگاه شهید بهشتی، ش ۳۳، بهار ۱۳۸۱.
- «تیرماه سیزه (جشن تیرگان) و اسطوره تیشتر»، نامه انسان‌شناسی: فصل نامه انجمن انسان‌شناسی ایران، س۱، ش۱، بهار و تابستان ۱۳۸۱
- «کیش گنوسی و عرفان مانوی»، نامه مفید: مجله علمی پژوهشی دانشگاه مفید، س ۸، ش ۲، ش.پ. ۳۰، تابستان ۱۳۸۱.
- «سروده‌های گاهانی»، اباختر: فصل نامه علمی پژوهشی، س۱، ش۱و۲، پاییز و زمستان ۱۳۸۱.
- «درونمایه‌های اساطیری نوروز»، مجله مطالعات ایرانی، مرکز تحقیقات فرهنگ و زبان‌های ایرانی، دانشکده ادبیات و علوم انسانی دانشگاه شهید باهنر کرمان، س ۲، ش ۴، پاییز ۱۳۸۲.
- «مانی و مانویت در روایات کهن پارسی تا سده پنجم هجری»، پژوهشنامه دانشکده ادبیات و علوم انسانی، ش۳۸، تابستان ۱۳۸۲.
- «افسانه سفر مانی به چین بر پایه فارسنامه ابن بلخی و شرفنامه نظامی»، نامه ایران باستان: مجله بین‌المللی مطالعات ایرانی، س ۳، ش ۲، پاییز و زمستان ۱۳۸۲(تاریخ انتشار دی ۱۳۸۳)
- «جستاری در شعر ایرانی میانه غربی»، مجله علوم انسانی دانشگاه الزهرا، س۱۳و ۱۴، ش۴۸و۴۹، زمستان ۱۳۸۲ و بهار ۱۳۸۳
- "تخت جمشید: از معبد تا تختگاه"، نامه انسان‌شناسی، س۲، ش ۶، ۱۳۸۳، انتشار ۱۳۸۵ "بررسی شخصیت آشیل-اسفندیار و هکتور رستم در شاهنامه و ایلیاد"، شاهنامه پژوهی، دفتر دوم، مشهد، ۱۳۸۶ "جشن سده" دانشنامه ادب فارسی ج۲، فرهنگستان زبان و ادب فارسی، تهران ۱۳۸۷۶ "اشارات مانوی در جوامع الحکایات و لوامع الروایات عوفی"، جشن نامه دکتر بدرالزمان قریب، تهران: طهوری، ۱۳۸۷. "اسطورهٔ کیخسرو در شاهنامه"، اسطوره‌متن هویت ساز (حضور شاهنامه در ادب و فرهنگ ایرانی)، به کوشش بهمن نامور مطلق، تهران: علمی فرهنگی، ۱۳۸۷
  - مقالات در ژورنال‌های بین‌المللی و مجموعه مقالات خارجی: “Rumi’s Prologue to the Mathnawi and Gnostic Hymns: A Comparative Analysis” Islamic Culture: An English Quarterly, Hyderabad Deccan, (India),Vol. LXXVII, No. 3, July 2003. “An Iranian Cultural Approach to Manichaean Gnosticism”, Journal of Dharma:  An International Quarterly of World Religions, published by Dharma Research Association, Center for Study of World Religions, Bangalore (India), Vol. 30, No. 2, April-June 2005. “New Light on Iranian Approach of Manichaeism based on Classical Persian Texts from 10th to 11th A.D. ”, Proceedings of 5th European Conference of Iranian Studies, University of Bologna, Ravenna (Italy) 2007 “The Role of the Beloved of Lights in the Process of Manichaean Cosmogony”, Journal Central Asian Studies, اکتبر ۲۰۰۶ “Gods and Goddesses in Kitab al-Radd-I al’l-Zandiq al-La’in Ibn-I Muqaffa", Journal of Central Asian Studies, 2007.
  - مقالات در همایش‌ها و کنفرانس‌ها: سمینار بین‌المللی نقش تاریخی فرهنگ ایرانی در جاده ابریشم، سازمان یونسکو با همکاری مؤسسه مطالعات سیاسی و بین‌المللی وزارت امور خارجه، اصفهان: ۱۳–۱۷ شهریور ۱۳۷۴. عنوان مقاله: “بازسازی ارژنگ مانی"، منتشر شده در مجله باستان‌شناسی و تاریخ، س ۱۲، ش ۱و۲، پاییز و زمستان ۱۳۷۶، بهار و تابستان ۱۳۷۷. نخستین همایش ملی ایران‌شناسی، تهران: بنیاد ایران‌شناسی، ۲۷–۳۰ خرداد ۱۳۸۱. عنوان مقاله: "بررسی وزن یشت ها"، منتشر شده در مجموعه مقالات نخستین همایش ملی ایران‌شناسی، ج۱ (زیان و زبان‌شناسی)، بنیاد ایران‌شناسی، تهران ۱۳۸۳، چکیده فارسی و انگلیسی مقاله در خلاصه مقالات نخستین  همایش ملی ایران‌شناسی، تهران، خرداد ۱۳۸۱ همایش بین‌المللی تورفان: صدمین سالگرد کشف متون و آثار هنری مانوی تورفان، برلین: فرهنگستان علوم انسانی، مرکز پژوهش‌های تورفانی، و موزه هنر هندی، ۸–۱۳ سپتامبر ۲۰۰۲. عنوان مقاله: “The Function of Roshnan Xwarist in Manichaean Cosmogony” ، منتشر شده در Journal of Central Asia , October 2006.  همایش بررسی پیشینه فرهنگی ایران، مرکز تحقیقات فرهنگ و زبان ایران، دانشگاه شهید باهنر کرمان، دانشکده ادبیات و علوم انسانی، ۱۶–۱۸ مهر ۱۳۸۱. عنوان مقاله: " اشعار پارسی به شیوه آثار منظوم ایرانی میانه"، منتشر شده در مجله مطالعات ایرانی، دانشگاه شهید باهنر کرمان، س۱، ش۲، پاییز ۱۳۸۱. نخستین همایش نیماشناسی، دانشگاه مازندران، دانشکده ادبیات و علوم انسانی، اداره کل فرهنگ و ارشاد اسلامی استان مازندران و اداره کل دفتر برنامه‌ریزی اجتماعی و مطالعات فرهنگی وزارت علوم، تحقیقات و فناوری، بابلسر، ۱۰–۱۲ دی ۱۳۸۱. عنوان مقاله: " اسطوره در شعر نیما" ، منتشر شده در مجموعه  مقالات همایش نیمایوشیج، ج۱، ۱۳۸۱. پنجمین کنفرانس اروپایی مطالعات ایرانی، ۶–۱۱ اکتبر ۲۰۰۳، دانشگاه بولونیا، راونا (ایتالیا)، عنوان مقاله: New Light on Iranian Approach of Manichaeism based on Classical Persian Texts from 10th to 11th A.D.  منتشر شده در مجموعه مقالات کنفرانس، ایتالیا، ۲۰۰۵. دومین همایش دوسالانه پیرامون مطالعات ایرانی، انجمن مطالعات جوامع فارسی‌زبان، ۲–۵ آوریل ۲۰۰۴، ایروان (ارمنستان)، عنوان مقاله: “Gods and Goddesses in a Classical ArabicText” چهارمین سمینار بررسی زبان و ادبیات فارسی، دانشگاه پکن، دانشکده زبان‌های شرقی، ۷–۸ مارس ۲۰۰۵. عنوان مقاله: A Research on Manichaean Middle Persian and Parthian کنگره بین‌المللی شعر، دانشگاه ما آن شان (چین)، ۶–۹ نوامبر ۲۰۰۵. عنوان مقاله: Unification of Nationality and Modernity: Its Reflection in Poetry  منتشر شده متن انگلیسی در e. journal Poetry  , in www.kritya. ، متن فارسی در کتاب ماه ادبیات و فلسفه، س ۹، ش ۱، آبان ۱۳۸۴. همایش هفته فرهنگی ایران در مسکو-قفقاز، فروردین ۱۳۸6 (2007)، عنوان مقاله "بررسی مشکلات و موانع ایرانشناسی در روسیه" ششمین کنفرانس ایران‌شناسی اروپا، وین (اطریش)، سپتامبر ۲۰۰۷. عنوان مقاله: “Manichaean Remarks in Javame al-Hekayat…” هفتمین کنفرانس ایران‌شناسی اروپا، کراکف، لهستان، سپتامبر ۲۰۱۱، عنوان مقاله: Manichaean Cosmogony according to a Classical Text: Milal val-Nihal of Shahristani همایش بین‌المللی هزارمین سال سرایش شاهنامه فردوسی، "اسطورهٔ آسمان پیمایی کیکاووس" (مجموعه مقالات همایش بخش اول)، تهران، معاونت پژوهش و فناوری دانشگاه آزاد اسلامی، آذرماه ۱۳۹۰. همایش هزارهٔ شاهنامه، فرهنگستان زبان و ادب فارسی ۲۴ و ۲۵ اردیبهشت ۱۳۹۰، "اسطورهٔ رستم و ایندرا" (مجموعه مقالات همایش)، تهران، ۱۳۹۲.
- پیشینهٔ آموزشی: تدریس دروس زبان اوستا، متون مانوی، زبانشناسی تاریخی، تاریخ زبان فارسی، اساطیر ایران، در دانشگاه شهید بهشتی، دانشگاه مازندران، دانشگاه تهران، دانشگاه علامه، دانشگاه مطالعات بین‌المللی شانگهای، دانشگاه دولتی مسکو.
- جوایز علمی: لوح تقدیر مؤسسه آموزشی پژوهشی پارسه، لوح تقدیر استاد نمونه دانشگاه شهید بهشتی، لوح تقدیر دانشگاه مطالعات بین‌المللی شانگهای، جایزه کتاب فصل برای کتاب سرودهای روشنایی۱۳۷۶، جایزه کتاب سال ۱۳۸۷ برای کتاب دانشنامه اساطیر جهان و دو جایزه کتاب فصل و کتاب سال ۱۳۸۹ برای کتاب ادبیات گنوسی، نشان دهخدا برای کتاب ادبیات مانوی ۱۳۹۵.